# Ai Kawashima
Ai Kawashima (川嶋 あい Kawashima Ai?,  21 de febrero, 1986) es una cantante de J-Pop originaria de la Prefectura de Fukuoka en Japón. Su nombre real es 川島 愛 (Kawashima Ai).
Originalmente la vocalista del dúo I WiSH desde el 2002, actualmente Ai continúa su carrera en solitario tras la disolución del grupo en el 2005.

## Discografía

### Sencillos
1. Tenshi-tachi no Melody/Tabidachi no Asa (天使たちメロディ/旅立ちの朝?) (21 de agosto de 2003)
2. Jūniko no Kisetsu ~Yondome no Haru~ (12個の季節～４度目の春～?) (18 de febrero de 2004)
3. 525 Page (525ページ?) (2 de junio de 2004)
4. Mermaid (マーメイド?) (4 de agosto de 2004)
5. "Sayonara" "Arigatō" ~Tatta Hitotsu no Basho~ (「さよなら」「ありがとう」～たった一つの場所～?) (17 de noviembre de 2004)
6. Zetsubou to Kibou (絶望と希望?) (6 de abril de 2005)
7. ...Arigatou... (･･･ありがとう...?) (24 de agosto de 2005)
8. Dear/Tabidachi no Hi ni (Dear/旅立ちの日に…?) (1 de febrero de 2006)
9. Mienai Tsubasa (見えない翼?) (19 de abril de 2006)
10. Taisetsu na Yakusoku/Mou Hitotsu no Yakusoku (大切な約束/もう一つの約束?) (11 de octubre de 2006)
11. My Love (14 de febrero de 2007)
12. compass (14 de marzo de 2007)
13. Kimi ni..... (君に･････?) (30 de mayo de 2007)

### Álbumes
1. Jūniko no Message (12個の歌 12個の歌（メッセージ）?) (18 de mayo de 2005)
2. Sankyuu! (サンキュー！?) (24 de mayo de 2006)

### Miniálbumes
1. Kono Basho Kara (この場所から・・・?) (13 de julio de 2002)
2. Habatakeru Hi Made (はばたける日まで?) (18 de octubre de 2002)
3. Ayumi Tsudukeru tame ni... (歩みつづけるために・・・?) (26 de diciembre de 2002)
4. Yuki ni Saku Hana no you ni... (雪に咲く花のように・・・?) (14 de marzo de 2003)
5. Ashita wo Shinjite (明日を信じて・・・?) (23 de mayo de 2003)
6. Utai Tsudukeru kara... (歌い続けるから・・・?) (2 de agosto de 2003)

### Álbumes especiales
1. Rojoushuu Zero Gou (路上集0号?)
2. Rojoushuu One Gou (路上集1号?) (28 de septiembre de 2004)
3. Piano Songs ~Rojoushuu Two Gou~ (ピアノソングス～路上集2号～?) (23 de agosto de 2006)